# 5-я Сокольническая улица
5-я Соко́льническая у́лица (с XIX века до 6 мая 1986 года — 12-я Соко́льническая у́лица) — улица, расположенная в Восточном административном округе города Москвы на территории района Сокольники.

## История
Первоначально улица называлась Двена́дцатая Соко́льническая у́лица как одна из 12 улиц, образовавшихся в XIX веке при застройке Сокольнического поля. В ходе реконструкции часть улиц исчезла, и 6 мая 1986 года после упорядочения их нумерации улица получила современное название. Неофициально Сокольнические улицы часто именуются Сокольничьи улицы.

## Расположение
5-я Сокольническая улица проходит от улицы Жебрунова на северо-восток до улицы Матросская Тишина и улицы Барболина, пересекая улицу Гастелло.

## Транспорт

### Наземный транспорт
По 5-й Сокольнической улице не проходят маршруты наземного общественного транспорта. У северо-восточного конца улицы, на улице Матросская Тишина, расположена остановка «Медучилище № 24» автобуса 78; у юго-западного — остановки «Улица Матросская Тишина» автобусов 78 (на улице Матросская Тишина) и т32 (на улице Гастелло).

### Метро
- Станция метро «Сокольники» Сокольнической линии и «Сокольники» Большой кольцевой линии (соединены переходом) — северо-западнее улицы, на Сокольнической площади

## Фотогалерея

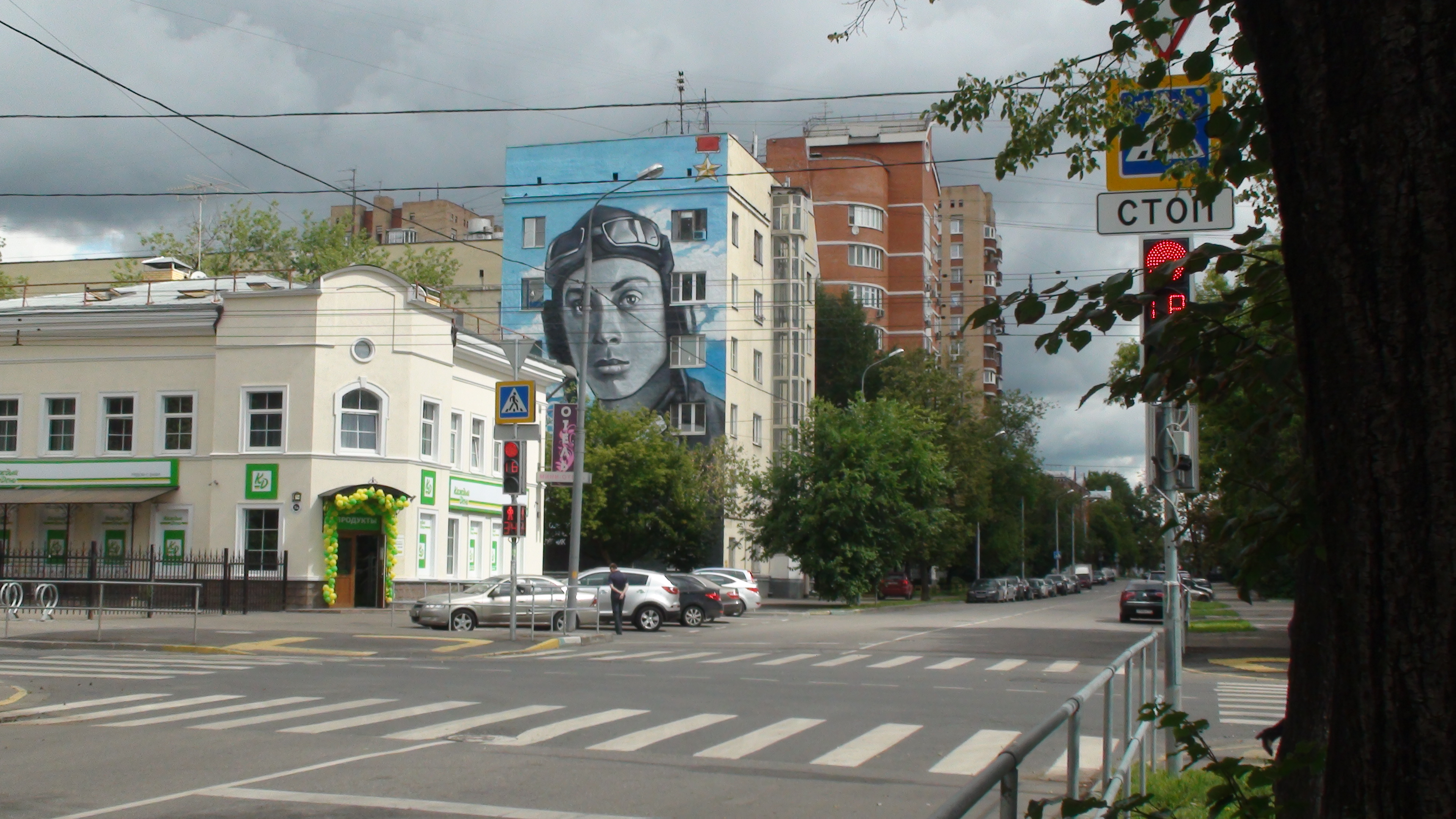
Сокольники 5-я Сокольническая улица
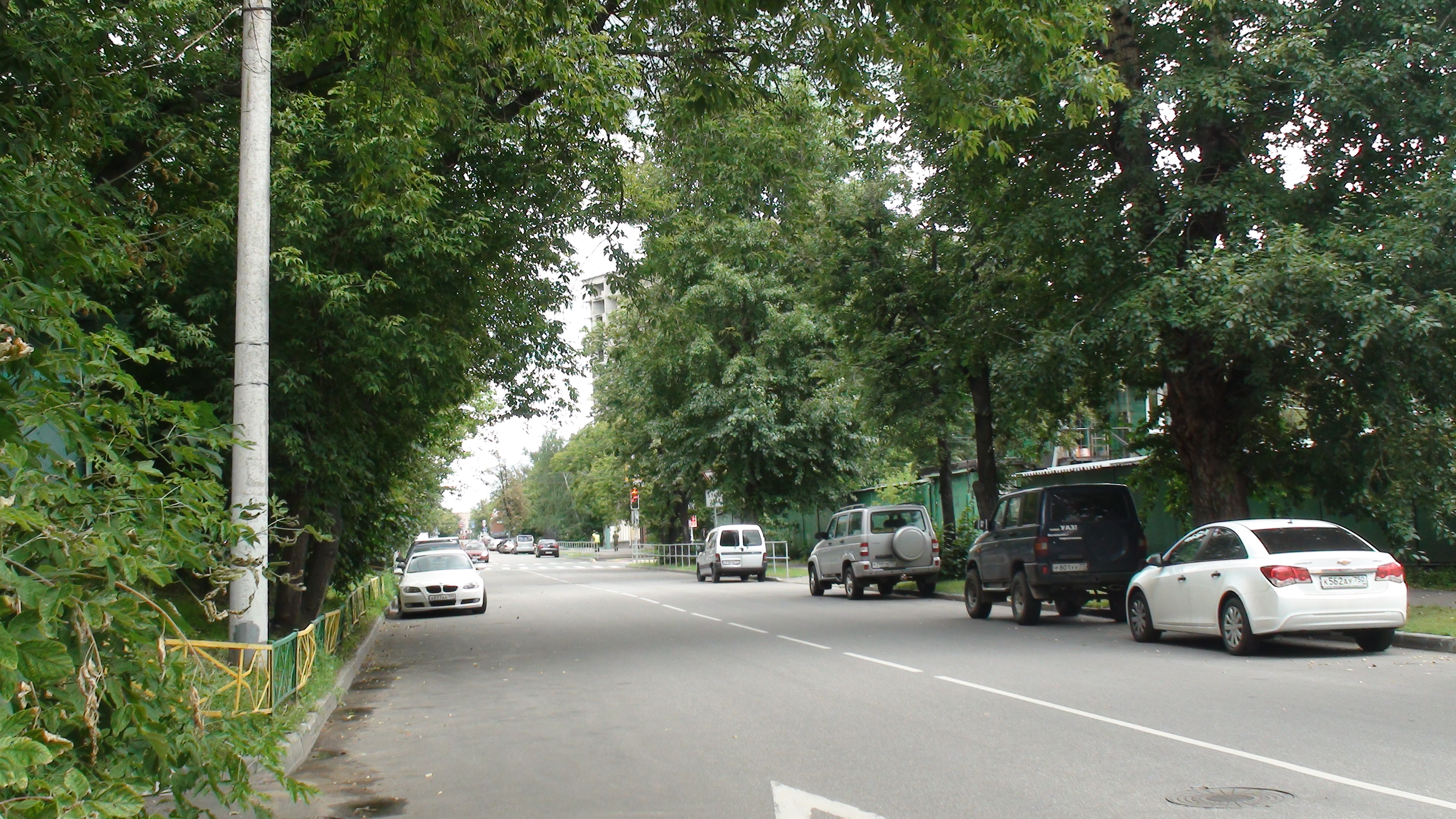
Сокольники 5-я Сокольническая улица
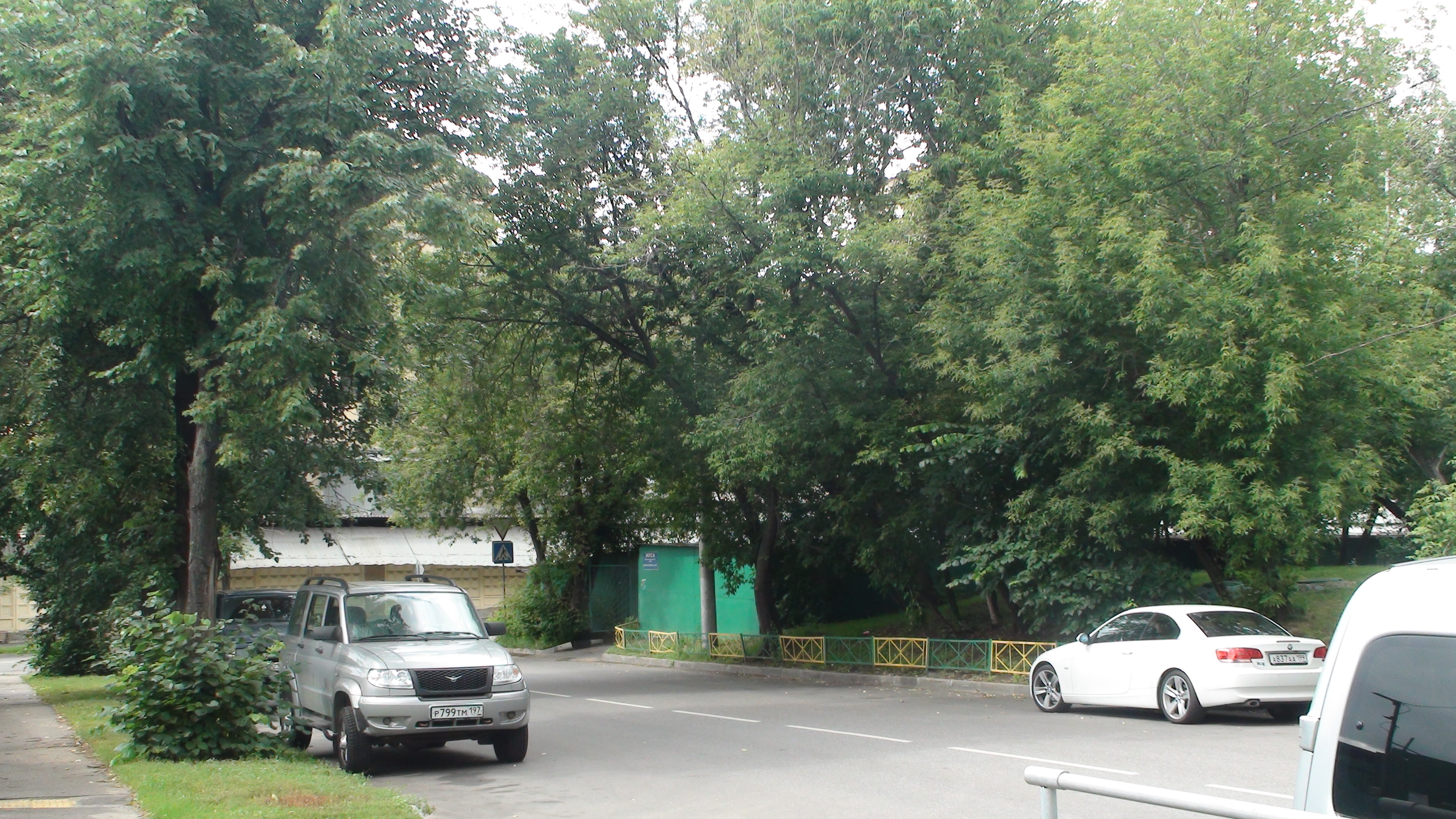
Сокольники 5-я Сокольническая улица
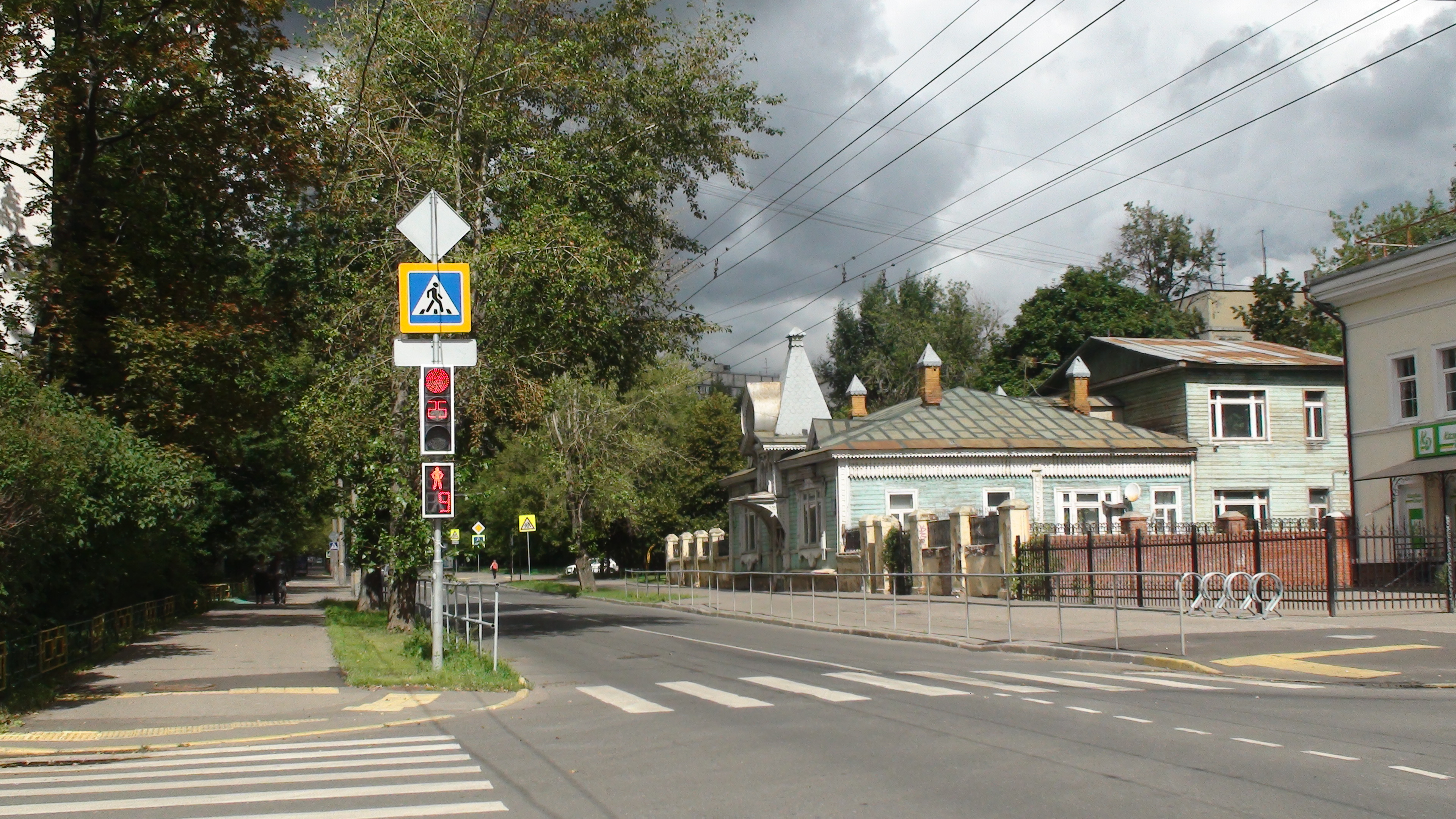
Сокольники 5-я Сокольническая улица